# Adelinde
Adelinde ist ein weiblicher Vorname.

## Herkunft und Bedeutung
Der alte deutsche Vorname Adelinde ist zusammengesetzt aus althochdeutsch adal „vornehm, edel“ und lind „sanft, mild“. Der zweite Bestandteil kann auch von althochdeutsch linta „Schild aus Lindenholz“ beeinflusst sein.

## Namenstag
Als Namenstag wird der 28. August gefeiert. Dies ist der Gedenktag der Klostergründerin Adelindis von Buchau.

## Varianten
Varianten sind Adelind, Adelinda, Adelindis, Alinda, Edelinde und Edlinde.

## Bekannte Namensträgerinnen
- Adelindis von Buchau (* um 770), Stifterin des Damenstifts Buchau
- Adelindis von Buchau (Äbtissin) († 901), die zweite Äbtissin des Damenstifts Buchau
- Adelinde Cornelissen (* 1979), niederländische Dressurreiterin